# NGC 7767
NGC 7767 je čočková galaxie v souhvězdí Pegase. Její zdánlivá jasnost je 13,5m a úhlová velikost 1,0′ × 0,2′. Je vzdálená 366 milionů světelných let, průměr má 105 000 světelných let. Spolu s NGC 7765, NGC 7766 a NGC 7768 tvoří skupinu galaxií Holm 818. Galaxii objevil 9. října 1872 Ralph Copeland.